# Lindenmühle (Wonsees)

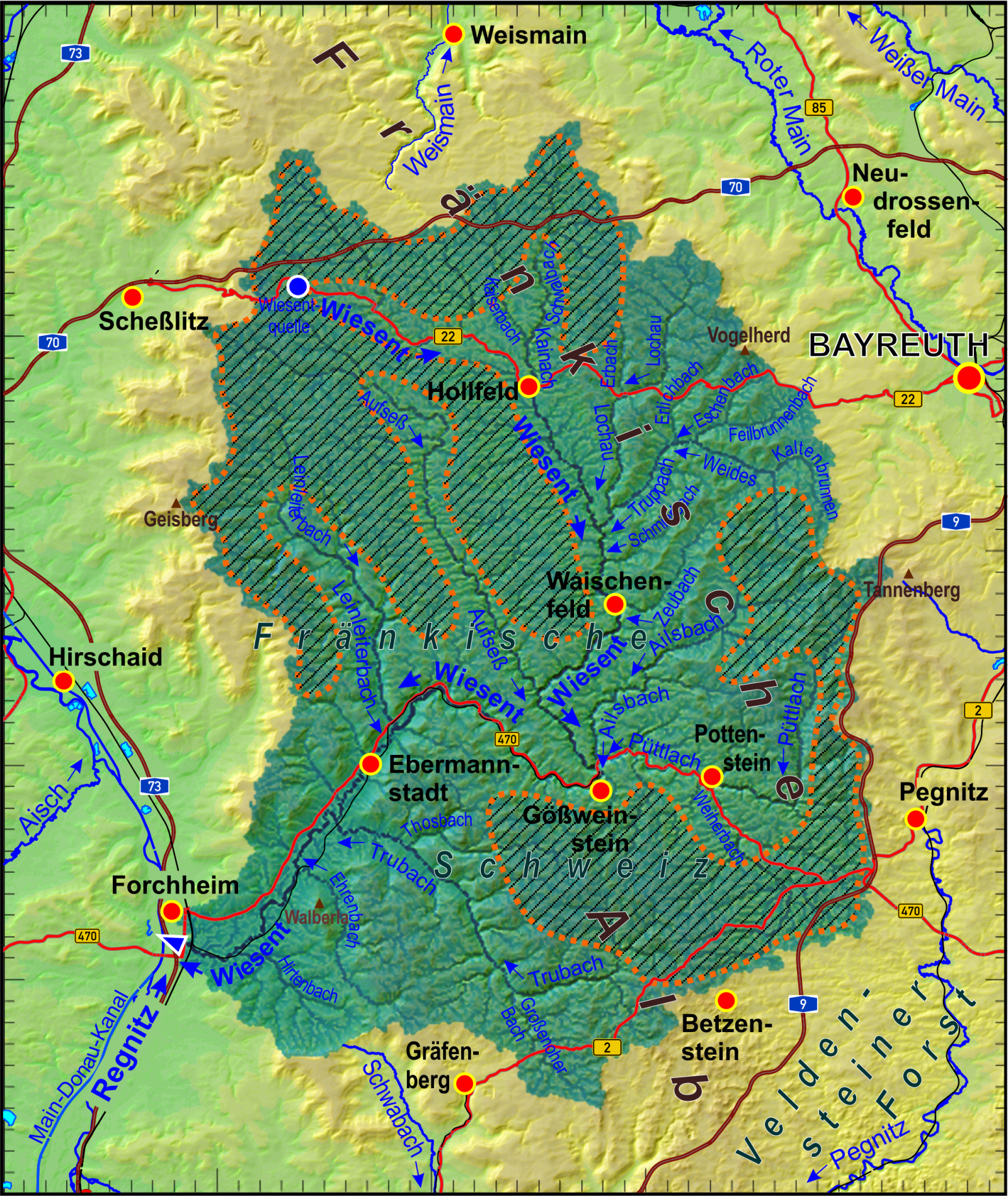
Einzugsgebiet der Wiesent

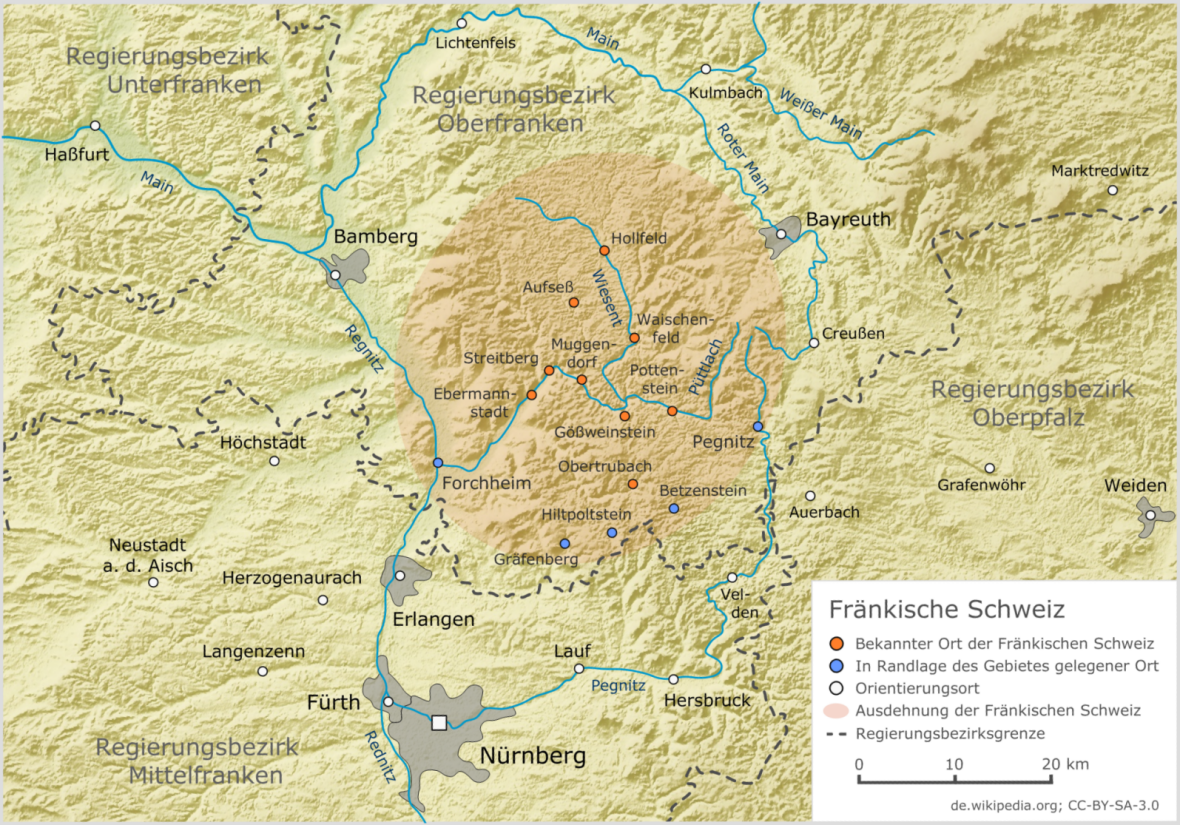
Territoriale Ausdehnung der
Fränkischen Schweiz

Lindenmühle ist eine abgegangene Einöde und ehemaliger Ortsteil des Marktes Wonsees im oberfränkischen Landkreis Kulmbach in Bayern.

## Geografie
Die Wüstung Lindenmühle liegt am oberen Lauf des Schwalbaches, der im nordöstlichsten Teil der Fränkischen Schweiz entspringt. Der Schwalbach ist der linke Oberlauf der Kainach und gehört zum Einzugsgebiet der Wiesent. Die Nachbarorte der Wüstung sind Zedersitz im Norden, Sanspareil im Südosten, Wonsees im Süden und Krögelstein im Südwesten. Der Standort der abgebrochenen Einöde ist vom einen Kilometer entfernten Wonsees aus über aus über die Staatsstraße St 2189 erreichbar.

## Geschichte
Seit der Gemeindegründung war Lindenmühle ein Ortsteil der Gemeinde Wonsees, die bis zur Gebietsreform zum Altlandkreis Kulmbach gehörte. Vor den infolge der Gebietsreform erfolgten Eingemeindungen hatte die Gemeinde 1961 insgesamt 513 Einwohner, davon drei in Lindenmühle. 1970 hatte die Einöde noch zwei Einwohner und 1987 war sie schließlich unbewohnt. Zu Beginn der 1990er Jahre wurde der kleine Ort abgebrochen und verschwand danach von der Landkarte.